# ولکام (لوئیزیانا)
ولکام (به انگلیسی: Welcome) یک منطقهٔ مسکونی در ایالات متحده آمریکا است که در پریش سنت جیمز، لوئیزیانا واقع شده‌است. ولکام ۸۰۰ نفر جمعیت دارد و ۶٫۱ متر بالاتر از سطح دریا واقع شده‌است.